# Setodes atisubhaga
Setodes atisubhaga är en nattsländeart som beskrevs av Schmid 1987. Setodes atisubhaga ingår i släktet Setodes och familjen långhornssländor. Inga underarter finns listade i Catalogue of Life.